# Ceratosuchops
Ceratosuchops inferodios
Genre
Espèce
Ceratosuchops (qui signifie « visage de crocodile à cornes ») est un genre fossile de Spinosauridae du Crétacé inférieur (Barrémien) de Grande-Bretagne. Il n'est représenté que par une seule espèce, Ceratosuchops inferodios.

## Découverte et dénomination

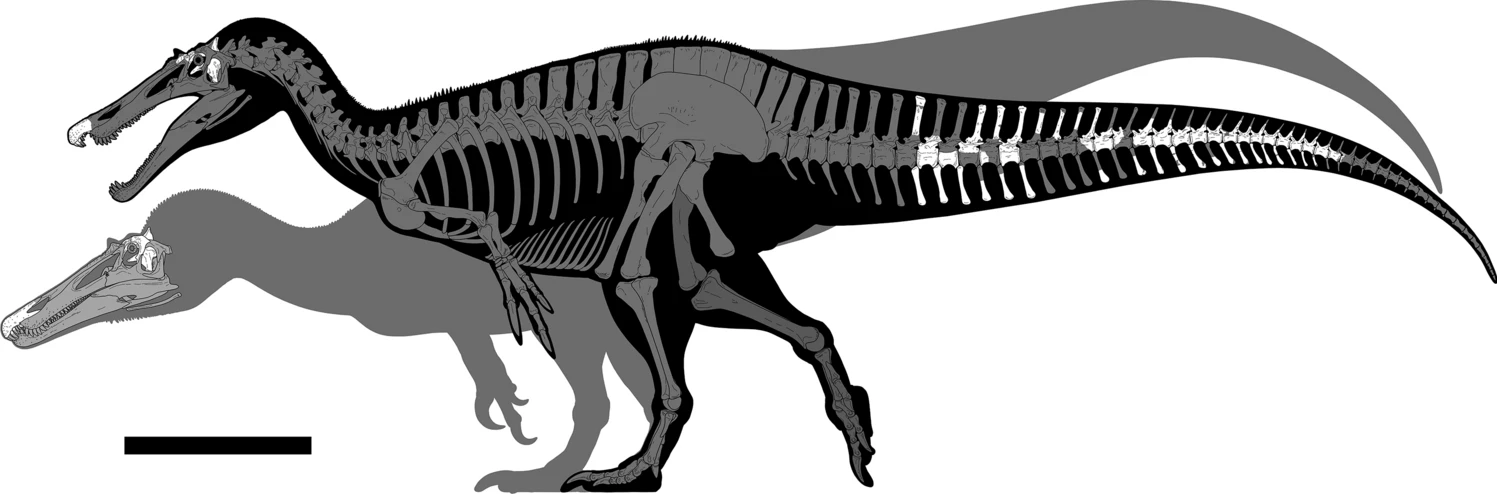
Matériel connu de Ceratosuchops (arrière) et Riparovenator (avant).

En 2021, l'espèce type Ceratosuchops inferodios a été nommée et décrite par les paléontologues et scientifiques Chris Tijani Barker (d), Andrea Cau (d), David W. E. Hone (d), Jeremy A. F. Lockwood (d), Darren William Naish (d), Brian Foster (d), Claire E. Clarkin (d), Philipp Schneider (d) et Neil J. Gostling (d),.
Les restes holotypes de ce taxon consistent en IWCMS 2014.95.5 (fragments prémaxillaires), IWCMS 2021.30 (un fragment prémaxillaire postérieur) et IWCMS 2014.95.1-3 (une boîte crânienne presque complète), qui ont tous été prélevés dans des roches de Chilton Chine de la formation de Wessex (en) et conservé au Dinosaur Isle museum. Les restes référencés comprennent un seul postorbitaire droit (IWCMS 2014.95.4).

## Description

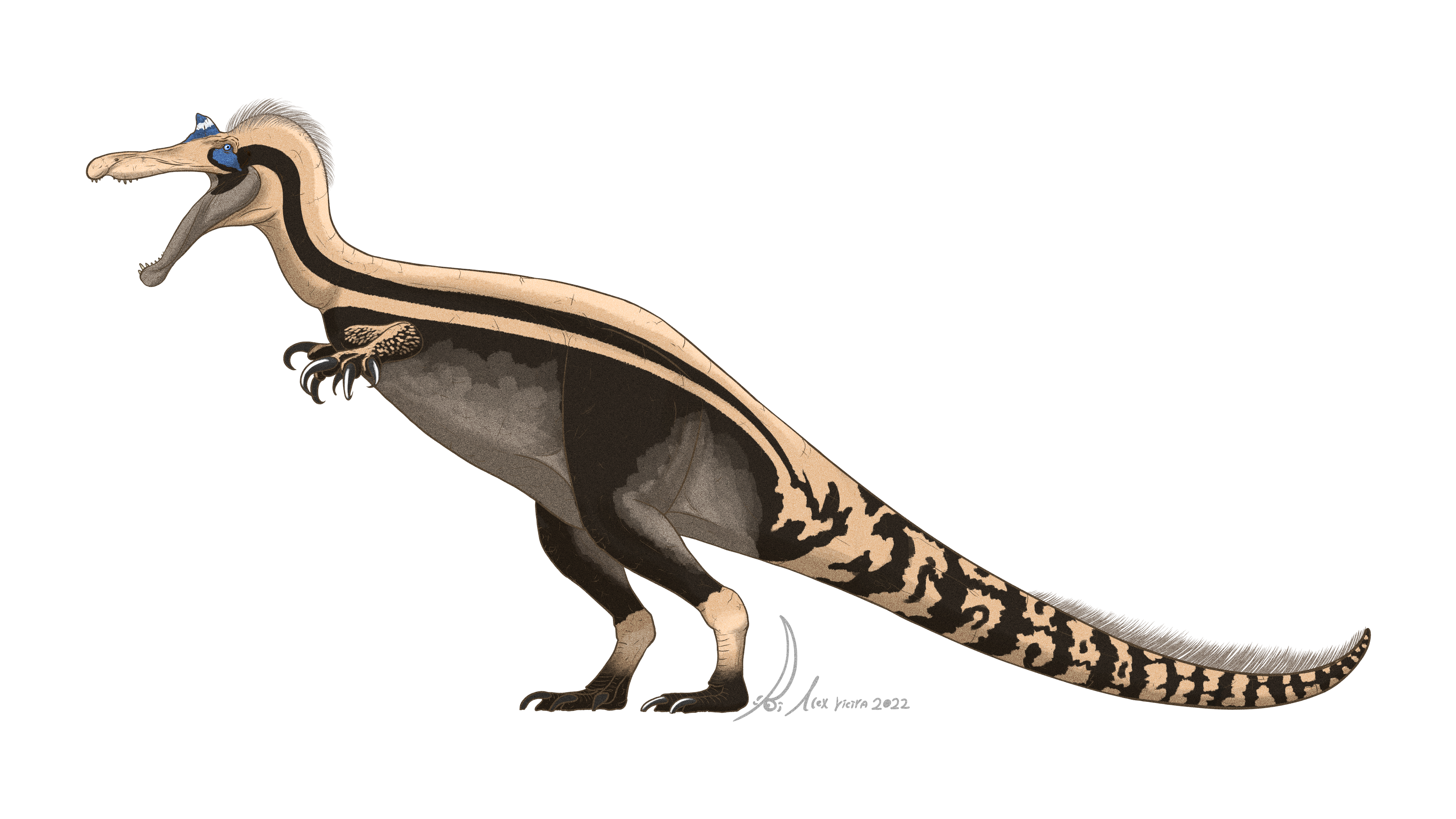
Restauration.

On estime que Ceratosuchops mesurait 8,5 m de longueur sur la base de la reconstruction squelettique dans l'article de description de Dan Folkes, 2021.

## Phylogénie
Les auteurs ont classé Ceratosuchops en tant que membre du clade nouvellement érigé, Ceratosuchopsini (non encore reconnu), étroitement lié à Suchomimus et à Riparovenator,.

## Paléoenvironnement
Ceratosuchops vivait dans un habitat méditerranéen sec dans la Formation de Wessex, où les rivières abritaient des zones ripariennes,. Comme la plupart des spinosaures, il se serait nourri de proies aquatiques et terrestres de petite à moyenne taille disponibles dans ces zones,,.

## Étymologie
Le nom générique, Ceratosuchops, dérive du grec ancien κέρας, kéros, « corne », Σοῦχος, soûkhos, « crocodile », et ὄψ, óps, « face ».
L'épithète spécifique, inferodios, dérive du latin īnfernus, « monde souterrain, enfer », et du grec ancien ερωδιός, erodiós, « héron » qui fait référence à son écologie supposée être du type héron. Ce qui finalement pourrait se traduire par « héron de l'enfer ».

## Publication originale
- (en) Chris T. Barker, David W. E. Hone, Darren Naish, Andrea Cau, Jeremy A. F. Lockwood, Brian Foster, Claire E. Clarkin, Philipp Schneider et Neil J. Gostling, « New spinosaurids from the Wessex Formation (Early Cretaceous, UK) and the European origins of Spinosauridae », Scientific Reports, Macmillan Publishers et NPG, vol. 11, no 19340,‎ 29 septembre 2021, p. 1-15 (ISSN 2045-2322, OCLC 732869387, PMID 34588472, DOI 10.1038/S41598-021-97870-8, lire en ligne).